# Mario Benedetti (ingeniero)
Mario Benedetti es un Dr. ingeniero nacido en Italia en 1945 que reside desde su infancia en Mar del Plata, Argentina. Formó parte del equipo que construyó el Gran Colisionador de Hadrones (LHC, por sus siglas en inglés) del CERN en Ginebra. 

## Trayectoria
Nació en Italia y vive en Mar del Plata desde los dos años de edad. Estudió Ingeniería de Telecomunicaciones en la Universidad de La Plata graduándose en 1968. En La Facultad de Ingeniería de la Universidad Nacional de Mar del Plata obtuvo el diploma de Doctor en Ingeniería, Mención Electrónica.
Actualmente es Profesor Emérito de la Facultad de Ingeniería de la Universidad de Mar del Plata, Es Miembro Fundador del Laboratorio de Instrumentación y Control (LIC), es miembro del Instituto de Investigaciones Científicas y Tecnológicas en Electrónica (ICYTE), se desempeña como investigador Principal del Conicet y en el CERN es agregado Científico permanente. En esos institutos desarrolló diferentes subsistemas del colisionador de hadrones junto a otros investigadores de diferentes países.
La Academia de Ingeniería de la provincia de Buenos Aires lo distinguió con el premio "Ingeniero Aquiles Ortale" como reconocimiento a su trayectoria.